# برج ترامپ مسکو
برج ترامپ مسکو، که با نام پروژه مسکو نیز شناخته می‌شود، مجموعه‌ای از پیشنهادها سازمان ترامپ برای توسعه یک آسمان‌خراش ترامپ در روسیه بود. مایکل کوهن در فوریه ۲۰۱۹ شهادت داد که دونالد ترامپ جونیور و ایوانکا ترامپ مرتباً در مورد برج ترامپ پیشنهادی در مسکو مطلع می‌شدند. ترامپ جونیور به کنگره ایالات متحده گفت که او فقط «به‌طور حاشیه‌ای از آن مطلع بوده است».
چنین پروژه‌ای هرگز ساخته نشد، اما این ایده به دلیل انتخاب دونالد ترامپ به عنوان رئیس‌جمهور ایالات متحده و انتصاب یک بازرس ویژه برای بررسی دخالت روسیه در انتخابات ریاست جمهوری ۲۰۱۶ ایالات متحده با هدف تبلیغ نامزدی ترامپ، همچنان مورد توجه مطبوعات قرار گرفت. در نوامبر ۲۰۱۸، کوهن در پیگرد قانونی که توسط دفتر بازرس ویژه مطرح شد، به دروغ گفتن به کنگره ایالات متحده در مورد برج ترامپ مسکو اعتراف کرد.

## پیشینه
گزارش شده است که دونالد ترامپ اولین بار در سفری به مسکو در سال ۱۹۸۷، به ساختمان ترامپ در مسکو فکر کرده بود، که او همچنین در کتاب خود در سال ۱۹۸۷ با عنوان «هنر معامله» به آن اشاره کرده است. ترامپ نوشت که با یوری دوبینین در مورد «ساخت یک هتل لوکس بزرگ، روبروی کرملین، با همکاری دولت شوروی» صحبت کرده است. این توسعه در ابتدا به عنوان یک سرمایه‌گذاری مشترک با آژانس گردشگری اتحاد جماهیر شوروی، گسکوم اینتوریست، پیش‌بینی شده بود، اگرچه این طرح در نهایت به نتیجه نرسید. پس از فروپاشی اتحاد جماهیر شوروی، علاقه ترامپ به ساخت برج مسکو ادامه یافت. در سال ۲۰۰۵، سازمان ترامپ قراردادی یک ساله برای یک پروژه ساختمانی در مسکو با شرکت املاک و مستغلات گروه بیراک امضا کرد. یکی از مدیران اصلی این شرکت، فلیکس ساتر، تاجری متولد روسیه با ارتباطات مافیایی بود. ساتر مکانی را برای آسمان‌خراش ترامپ مشخص کرد. مقرر شده بود که هرگونه اسپا یا سالن تناسب اندام با برند «اسپا توسط ایوانکا ترامپ» افتتاح شود.
آن پیشنهاد رد شد، اما ساتر به حفظ رابطه با ترامپ ادامه داد. پس از برگزاری مراسم انتخاب دختر شایسته جهان در روسیه در سال ۲۰۱۳، ترامپ در توییتی نوشت: «برج ترامپ-مسکو مقصد بعدی است.»
یک معمار نیویورکی تا سپتامبر ۲۰۱۵ طرح‌هایی برای یک هرم شیشه‌ای جسورانه ۱۰۰ طبقه با لوگوی ترامپ در چند طرف آن تکمیل کرده بود. برج ترامپ قرار بود بلندترین آسمان‌خراش اروپا باشد. محل پیشنهادی، مکانی در مرکز تجارت بین‌المللی مسکو، نزدیک رودخانه مسکو بود.

## مبارزات انتخاباتی ریاست جمهوری ۲۰۱۶
ترامپ مبارزات انتخاباتی خود را برای ریاست جمهوری در ژوئن ۲۰۱۵ آغاز کرد. منابع متعدد گزارش داده‌اند که ترامپ در اکتبر ۲۰۱۵ نامه‌ای مبنی بر قصد توسعه این ساختمان، که موقتاً برج جهانی ترامپ مسکو نامگذاری شده بود، امضا کرد. در طول مبارزات انتخاباتی مقدماتی و عمومی، او دائماً از روسیه و ولادیمیر پوتین، رئیس‌جمهور روسیه، ستایش می‌کرد، در حالی که بارها اظهارات عمومی مبنی بر اینکه هیچ معامله تجاری با روسیه ندارد، می‌گفت که «هیچ ارتباطی با روسیه ندارد» و «من چیزی در مورد روسیه نمی‌دانم… من آنجا معامله نمی‌کنم.» با این حال، در نوامبر ۲۰۱۸، ترامپ به خبرنگاران گفت که «ما به فکر ساختن یک ساختمان» در مسکو هستیم و افزود که «همه از آن خبر دارند» و «هیچ مشکلی در آن وجود نداشت».
به گفته مایکل کوهن، وکیل سابق ترامپ، علاقه ترامپ به یک پروژه احتمالی مسکو در بیشتر دوران مبارزات انتخاباتی مقدماتی ادامه داشت و در ژوئن ۲۰۱۶ به پایان رسید، ادعایی که با خاطرات رودی جولیانی از وقایع مغایرت دارد. جولیانی بعداً (در سال ۲۰۱۹) گفت که این برج در طول مبارزات انتخاباتی یک «پیشنهاد فعال» باقی مانده است و ترامپ به یاد می‌آورد که احتمالاً تا اواخر اکتبر یا نوامبر ۲۰۱۶ در مورد آن با کوهن صحبت کرده است. او از ترامپ نقل قول کرد که گفته است این بحث‌ها «از روزی که اعلام کردم تا روزی که برنده شدم ادامه داشته است.» با این حال، جولیانی بعداً از این اظهارات عقب‌نشینی کرد.

## تحولات نوامبر ۲۰۱۸
این پیشنهاد در نوامبر ۲۰۱۸، زمانی که کوهن در پیگرد قانونی دفتر بازرس ویژه، به دروغگویی به کنگره ایالات متحده در مورد این موضوع اعتراف کرد، دوباره مورد توجه عموم قرار گرفت.
کوهن به کمیته سنا گفته بود که این پروژه در ژانویه ۲۰۱۶ به دلیل عدم دریافت مجوزهای لازم کنار گذاشته شد. با این حال، در ۲۹ نوامبر ۲۰۱۸، کوهن در دادگاه اعتراف کرد که این اظهارات نادرست بوده و او تا ژوئن ۲۰۱۶ به پیگیری احتمال ساخت برج ترامپ در مسکو ادامه داده است. او گفت که در جریان این مذاکرات مستقیماً با نماینده دفتر مطبوعاتی کرملین صحبت کرده است. او گفت که در نظر داشته خودش به مسکو برود، اگرچه در واقع هرگز این کار را نکرد و احتمال رفتن ترامپ به مسکو را در طول مبارزات انتخاباتی عمومی برای عقد قرارداد مطرح کرد. او گفت که شخصاً در چندین مورد ترامپ و همچنین اعضای خانواده ترامپ را در جریان این پروژه قرار داده است. کوهن همچنین در دادگاه اعتراف کرد که در سپتامبر ۲۰۱۷ به سنا دروغ گفته است «تا با پیام‌های سیاسی دونالد ترامپ مطابقت داشته باشد.»
کوهن در تلاش برای ایجاد هماهنگی با مسکو، از نزدیک با ساتر همکاری کرد. به گفته ساتر، آنها در مورد امکان اعطای یک پنت هاوس ۵۰ میلیون دلاری در برج به ولادیمیر پوتین، رئیس‌جمهور روسیه، بحث کردند و گفتند که زندگی پوتین در آنجا ارزش و قابلیت فروش سایر واحدها را افزایش می‌دهد. ساتر اظهار داشت که این پیشنهاد در ژوئن ۲۰۱۶ کنار گذاشته شد زیرا گزارش‌های خبری در مورد هک کمیته ملی دموکرات‌ها توسط روسیه منتشر شد و ارتباط تجاری با روسیه را به یک مسئولیت سیاسی تبدیل کرد.

## نامه
در دسامبر ۲۰۱۸، از رودی جولیانی، وکیل ترامپ، نقل قول شد که گفته است: «این یک پروژه املاک و مستغلات بود. نامه‌ای مبنی بر تمایل به ادامه کار وجود داشت، اما هیچ‌کس آن را امضا نکرد.» در ۱۹ دسامبر، سی‌ان‌ان نسخه‌ای از نامه‌ای مبنی بر تمایل که ظاهراً توسط ترامپ و آندری روزوف، مالک شرکت سرمایه‌گذاری آی‌سی اکسپرت، شریک پیشنهادی توسعه روسیه، امضا شده بود، منتشر کرد. جولیانی سپس این نامه تمایل را «بی‌معنی» توصیف کرد زیرا «به جایی نرسید». او همچنین این ادعا را که گفته بود نامه هرگز امضا نشده است، تکذیب کرد.